# Gmina Wojnicz
Die Gmina Wojnicz ist eine Stadt-und-Land-Gemeinde im Powiat Tarnowski der Woiwodschaft Kleinpolen in Polen. Ihr Sitz ist die gleichnamige Stadt mit etwa 3350 Einwohnern.

## Geographie
Die Gemeinde liegt 60 km östlich von Krakau und zehn km südwestlich von Tarnów entfernt. Sie hat eine Flächenausdehnung von 78,5 km². 64 Prozent des Gemeindegebiets werden land- und 24 Prozent forstwirtschaftlich genutzt.
Durch die Stadt verlaufen die Landesstraße DK 94 und die Woiwodschaftsstraße DW 975.

## Geschichte
Von 1975 bis 1998 gehörte das Dorf Wojnicz zur Woiwodschaft Tarnów. Zum 1. Januar 2007 erhielt es wieder das Stadtrecht.

## Gliederung
Zu der Stadt-und-Land-Gemeinde gehören neben der Stadt Wojnicz 14 Dörfer mit Schulzenämtern (sołectwa): Biadoliny Radłowskie, Dębina Łętowska, Dębina Zakrzowska, Grabno, Isep, Łopoń, Łukanowice, Milówka, Olszyny, Rudka, Sukmanie, Wielka Wieś, Więckowice und Zakrzów.